# 貧乏花見
『貧乏花見』（びんぼうはなみ）は、古典落語の演目。元々は上方落語の演目の一つである。江戸落語では『長屋の花見』。大正時代に3代目蝶花楼馬楽が東京に伝えた。
持ち金のない長屋の住民が花見をするという内容である。貧しさを真正面から受け止めて、朗らかに生きる人々の姿を描いた傑作として、東西とも人気が高い。料理などに代用品を用いる下りがある（卵焼きの代わりに沢庵漬け（こうこ）、酒の代わりに茶（「お茶け」）、かまぼこの代わりにおこげ（「釜底＝かまぞこ」、江戸落語では大根））。

## あらすじ
※以下、内容は上方版に準じる。
朝からの雨がやみ「ええ天気になったなあ」と貧乏長屋の連中がこぼしている。雨だから仕事にあぶれてしまって暇なのだ。じゃあちょうど大川の桜が満開やから花見でもしようやないかと話がまとまる。普段は金がなくてその日の暮しにこまる連中だが遊びに行くとなると準備が早い。「気で気を養うんや」と食べ物も服装もみんな代用品で済まし、「ヨイトヨイト花見じゃ」と一同大騒ぎで桜の宮へ。
行ってはみたが、周りの金持ちの花見を見るとあまりにも落差が激しい。そこで二人の男が喧嘩のふりをして暴れ、花見客が逃げたすきに酒と馳走をせしめることになる。だが、行き違いから本当の喧嘩になり周りの花見客は蜘蛛の子を散らすように逃げ去る。
「おいっ！いつまでやってんねん」「…なにをっ！馬鹿にしやがって」「もう、やめェや。周り見て見イ」「…えっ！あらっ！誰もおらへん」「酒もご馳走もそのままやがな」と、首尾よく計略は成功し、長屋連中は本物の酒と馳走で盛り上がる。取られてしまった客はかかわり合いを恐れて誰も抗議に行かない。見かねた幇間が「大丈夫だす。わたいがガーンと言わして来ます」と酒樽を振り上げて怒鳴りこみに行くが、酔って威勢のよくなった長屋連中に「これだけのご馳走を呼ばれてから死んだら本望や、さあ殴れ」やり込められ、「その酒樽は何やねん」「へえ。酒のお代わりを持ってきました」

### 短縮版
じっくり演じると30分近くもかかる長編なので、普通の寄席では前半部で切る場合が多い。
長屋連中が、食事をする件
「ほたら、卵焼きをいただきま」
「おい。おい。卵焼きやから音立てたらあかんで」
「ええっ！けどこれコウコ（沢庵）やで。コウコ、ボリボリいうて音立てな食えんがな」
「何言うてんねん。音立てんと口ン中ロレロレして飲み込まんかい」
「えらいこっちゃで。これ…おいっ！く、苦しい！！」
「あいつ、コウコ喉詰めよったで、茶ｱ飲ませたれ！！おいっ！大丈夫か！」
「…ああ苦し。おい。みんな気イつけや。卵焼き食うの命がけやで」
「ンな、アホなこと言いないな」
ここで、「おなじみの『貧乏花見』半ばでございます」と言って終わる。話の筋ではこのあと、二人が喧嘩のふりをして酒と馳走を奪いに行く件となる｡
また、これ以外にも無理矢理楽しそうにドンチャン騒ぎをしていたため、大衆からも注目され始め、それを観た大家さんが「ここに集めた酒・肴はみんな贋物だが、私たちを取り囲むこの大衆は紛れもない本物なんだぞ｣と言ったのに対し、連中のうちの1人が「なーに､これもみんなサクラでございます」という地口落ちでサゲるパターンもある。

## 東西での違い
上方では長屋の人たちが誰とはなしに花見に行く自然な筋運びとなっているが、江戸は大家が店子たちを誘って花見に行くという構成になっており、終始大家がこの噺の中心である。落ち（サゲ）も、東京版では茶を飲みすぎた男が大家に「どんな気分だった」と訊かれて「何でもこの前井戸に落ちたような気分です」と答えた後「あっ大家さん、近々長屋にいいことがありますよ。茶碗に酒柱が立っている」というものになっている。江戸版には他の花見客の食事を奪う件はなく、長屋の連中が代用品の馳走に面食らう軽めの描写に終わっており、全体として生活感には乏しい。
上方では服装にも代用品が登場し、紙の羽織、ザルに紙を貼った山高帽、裸体に墨を塗った洋服など、服と呼べないようなものまである。
東京に伝えた3代目蝶花楼馬楽は、この作品をもとに「長屋中歯を食いしばる花見かな」という川柳を作り、江戸版ではマクラに使用されている。